# Studená temná hmota
V kosmologii a fyzice je studená temná hmota (CDM) hypotetická forma temné hmoty, jejíž částice se pohybují pomalu ve srovnání s rychlostí světla (studená v CDM) od doby, kdy byl vesmír přibližně jeden rok starý (v době, kdy kosmický horizont částic obsahoval hmotnost jedné typické galaxie) a interagují velmi slabě s obyčejnou hmotou a elektromagnetickým zářením (tmavá v CDM). Předpokládá se, že přibližně 84.54% hmoty ve vesmíru je temná hmota, s jen malým zlomkem běžné baryonické hmoty, která tvoří hvězdy, planety a živé organismy.

## Historie
Teorie byla původně publikována v roce 1982 třemi nezávislými skupinami kosmologů, Jamesem Peeblesem,  J. Richardem Bondem, Alexem Szalayem a Michaelem Turnerem, a Georgem Blumenthalem, H. Pagelsem a Joelem Primackem.
Vlivná recenze článku v roce 1984 napsaná Blumenthalem, Sandrou Moore Faberovou, Primackem a Martinem Reesem rozvinula podrobnosti teorie.

## Tvorba struktur
V teorii studené temné hmoty rostou struktury hierarchicky, s malými předměty hroutícími se pod svou vlastní gravitací a slučující se v nepřetržité hierarchii za tvorby větších a hmotnějších objektů. V pradigmatu horké temné hmoty, populární na začátku 80 let, se strukturu netvoří hierarchicky (bottom-up), ale spíše formy, které vedou k roztříštěnosti (top-down), s největšími nadkupami tvořícími první ploché lívancům podobné listy, které se následně rozdělily do menších kusů, jako je naše galaxie Mléčná dráha. Předpovědi paradigmatu studené temné hmoty jsou v obecné shodě s astronomickými pozorováními.

### Lambda-CDM model
Od pozdních 80. let většina kosmologů argumentuje ve prospěch studené teorie temné hmoty (konkrétně moderního Lambda-CDM modelu) jako popisu toho, jak probíhala historie vesmíru od hladkého počátečního stavu na počátku (jak ukazuje reliktního záření) k hrudkovitému rozdělení galaxií a jejich shluků, které vidíme dnes, velkorozměrových struktur vesmíru. Teorie vidí roli trpasličích galaxií jako zásadní, protože je myšlenka, že jsou tyto galaxie přírodní stavební bloky, které tvoří větší struktury, vytvořené malými rozsahu fluktuací hustoty v raném Vesmíru.

## Složení
Temná hmota je odhalována přes její gravitační interakce s běžnou hmotou a zářením. Jako takové je tedy velmi obtížné určit co jsou složky studené temné hmoty. Kandidáti spadají zhruba do tří kategorií:
- Axiony jsou velmi lehké částice s konkrétním typem self-interakce, což z nich dělá vhodného kandidáta CDM.[6][7] Axiony mají teoretickou výhodu, že jejich existence řeší silný CP problém v kvantové chromodynamice, ale zatím nebyly detekovány.

- MACHO neboli Masivní astrofyzické kompaktní halo objekty jsou velké, kondenzované objekty, jako jsou černé díry, neutronové hvězdy, bílí trpaslíci, velmi slabé hvězdy, nebo nesvítící objekty, jako jsou planety. Hledání těchto objektů pomocí gravitační čočkování spatřuje vliv těchto objektů na pozadí galaxie. Většina odborníků se domnívá, že omezení z jejich hledání vylučuje MACHO jako životaschopného kandidáta temné hmoty.[8][9][10][11][12][13]

- WIMPy: Temná hmota je tvořena Slabě interagujícími hmotnými částicemi. V současné době není známa žádná částice s požadovanými vlastnostmi, ale mnoho rozšíření standardního modelu částicové fyziky předpovídá tyto částice. Hledání WIMPů zahrnuje pokusy o přímou detekci vysoce citlivými detektory, stejně jako pokusy o výrobu pomocí urychlovačů částic. WIMPy jsou obecně považovány za nejvíce slibné kandidáty temné hmoty. Vědci z experimentu DAMA/NaI a jeho nástupci DAMA/LIBRA tvrdili, že přímo detekovali částice temné hmoty procházející přes Zemi, ale mnozí vědci zůstávají skeptičtí, jelikož se zdá, že nejsou žádné další výsledky podobných experimentů, kompatibilní s výsledky z experimentu DAMA.

## Výzvy
Je známo několik rozdílů mezi předpověďmi paradigmatu částicové studené temné hmoty a pozorováním galaxií a jejich seskupení:
- Cuspy halo problém: hustotní rozdělení halo temné hmoty v simulacích studené temné hmoty jsou mnohem větší než to, co je pozorované v galaxiích zkoumáním jejich rotačních křivek.[14]
- Problém trpasličích galaxií: Simulace studené temné hmoty předpovídají mnohem větší množství malých trpasličích galaxií, než je pozorováno kolem galaxií, jako Mléčná dráha.[15]
- Problém disků satelitů: trpasličí galaxií kolem Mléčné dráhy a galaxie v Andromedě jsou pozorovány jak obíhající v tenké planární struktuře. Simulace ale předpovídají, že by měly být distribuovány náhodně kolem jejich mateřských galaxií.[16]

Některé z těchto problémů mají navžená řešení, ale zůstává nejasné, zda mohou být řešeny, aniž by bylo nutné opustit CDM paradigma.

## Další literatura
- BERTONE, Gianfranco. Particle Dark Matter: Observations, Models and Searches. [s.l.]: Cambridge University Press, 2010. ISBN 978-0-521-76368-4. S. 762.